# 鄧貞奇
鄧貞奇（1908年—2005年2月10日），越南政治人物，曾任阮朝官員。

## 生平
維新二年（1908年），鄧貞奇生於河內。
鄧貞奇早年赴法留學，獲得文學學士和法學博士的文憑。回國後鄧貞奇於1934年被任命爲見習司法知府，前往太平二級法院任職。1936年，被任命爲二項司法知府。1937年，任富壽預審法官期間陞一項司法知府，同年調任河南，後又調任北圻統使辦公室。1938年，陞二項按察使，對授正四品鴻臚寺卿。同年，任北江省法院預審法官。1941年陞一項按察使，對授正三品太常寺卿。1942年2月，改任太平省二級法院副院長，9月，改任河東省法院副院長。1943年，陞二項司法巡撫，對授從二品參知。
1949年，越南國政府成立，鄧貞奇被任命爲政府總祕書。後任海防市長。
1954年9月，遷往越南南方，1969年全家赴法定居。
2005年2月10日（乙酉年正月初二），鄧貞奇在法國逝世，享壽96歲。

## 個人生活
鄧貞奇的妻子是東閣大學士南定總督陳文通的女兒。